# Wilfred Shingleton
Wilfred Shingleton (Londra, 24 gennaio 1914 – Londra, giugno 1983) è stato uno scenografo britannico.

## Filmografia parziale
- Grandi speranze (Great Expectations), regia di David Lean (1946)
- Piangi mio amato paese (Cry, the Beloved Country), regia di Zoltán Korda (1951)
- La regina d'Africa (The African Queen), regia di John Huston (1951)
- Il tesoro dell'Africa (Beat the Devil), regia di John Huston (1953)
- Gli sparvieri dello stretto (Sea Devils), regia di Raoul Walsh (1953)
- Hobson il tiranno (Hobson's Choice), regia di David Lean (1954)
- Whisky e gloria (Tunes of Glory), regia di Ronald Neame (1960)
- Per favore, non mordermi sul collo! (Dance of the Vampires), regia di Roman Polański (1967)
- Macbeth (The Tragedy of Macbeth), regia di Roman Polański (1971)
- Il ragazzo e la quarantenne (Say Hello to Yesterday), regia di Alvin Rakoff (1971)
- La nave dei dannati (Voyage of the Damned), regia di Stuart Rosenberg (1976)
- I miserabili (Les Miserables), regia di Glenn Jordan - film TV (1978)
- Il mistero della signora scomparsa (The Lady Vanishes), regia di Anthony Page (1979)
- Calore e polvere (Heat and Dust), regia di James Ivory (1983)